# Моциори (Арад)
Моциори (рум. Moțiori) насеље је у Румунији у округу Арад у општини Апатеу. Oпштина се налази на надморској висини од 104 m.

## Становништво
Према подацима из 2002. године у насељу је живело 345 становника, од којих су сви румунске националности.